# Trạch Phong Đại Quá

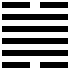
Trận đồ quẻ Trạch phong đại quá

Quẻ Trạch Phong Đại Quá, đồ hình:||||: còn gọi là quẻ Đại Quá (大過 da4 guo4), là quẻ thứ 28 trong Kinh Dịch.
- Nội quái là ☴ (:|| 巽 xun4) Tốn hay Gió (風).
- Ngoại quái là ☱ (||: 兌 dui4) Đoài hay Đầm (澤).

Giải nghĩa: Họa dã. Cả quá. Cả quá ắt tai họa, quá mực thường, quá nhiều, giàu cương nghị ở trong. Nộn thảo kinh sương chi tượng: tượng cỏ non bị sương tuyết.